# أوليفر كالكوفي
أوليفر كالكوفي (بالألمانية: Oliver Kalkofe) هو مقدم تلفزيوني وكاتب وممثل ألماني، ولد في 12 سبتمبر 1965 بهانوفر في ألمانيا.

## أعمال

### أفلام
- (2013) طائرات[6][7][8][9]

## وصلات خارجية
- أوليفر كالكوفي على موقع IMDb (الإنجليزية)
- أوليفر كالكوفي على موقع مونزينجر (الألمانية)
- أوليفر كالكوفي على موقع ألو سيني (الفرنسية)
- أوليفر كالكوفي على موقع ميوزك برينز (الإنجليزية)
- أوليفر كالكوفي على موقع أول موفي (الإنجليزية)
- أوليفر كالكوفي على موقع ديسكوغز (الإنجليزية)
- أوليفر كالكوفي على موقع قاعدة بيانات الفيلم (الإنجليزية)
- أوليفر كالكوفي على موقع كينوبويسك (الروسية)